# Râul Dobrovăț
Râul Dobrovăț este un curs de apă, afluent al râului Vasluieț. 